# Dave Popson
David Gerard "Dave" Popson (Kingston, Pennsylvania, 17 de mayo de 1964) es un exjugador de baloncesto estadounidense que disputó tres temporadas en la NBA, además de jugar en la ACB, USBL, CBA y la liga francesa. Con 2,08 metros de estatura, jugaba en la posición de Ala-pívot.

## Trayectoria deportiva

### Universidad
Tras disputar en 1983 el prestigioso McDonald's All American Game, jugó durante cuatro temporadas con los Tar Heels de la Universidad de Carolina del Norte en Chapel Hill, en las que promedió 5,7 puntos y 2,9 rebotes por partido.

#### Estadísticas
| Año     | Equipo         | PJ  | PT | MPP  | %TC  | %3P  | %TL  | RPP | APP | ROB | TPP | PPP  |
| ------- | -------------- | --- | -- | ---- | ---- | ---- | ---- | --- | --- | --- | --- | ---- |
| 1983–84 | North Carolina | 29  | -  | 6.4  | .431 | -    | .600 | 1.2 | 0.4 | 0.1 | 0.2 | 1.9  |
| 1984–85 | North Carolina | 35  | -  | 14.5 | .529 | -    | .738 | 2.5 | 0.5 | 0.2 | 0.3 | 6.0  |
| 1985–86 | North Carolina | 34  | 17 | 12.1 | .504 | -    | .846 | 2.6 | 0.6 | 0.2 | 0.4 | 3.9  |
| 1986–87 | North Carolina | 36  | 34 | 22.3 | .541 | .000 | .771 | 4.8 | 1.3 | 0.7 | 0.8 | 10.0 |
| Total   | Total          | 134 | 51 | 14.2 | .521 | .000 | .756 | 2.9 | 0.7 | 0.3 | 0.4 | 5.7  |

### Profesional
Fue elegido en la octogésimo octava posición del Draft de la NBA de 1987 por Detroit Pistons, pero no llegó a debutar en el equipo, jugando en la USBL y la liga francesa antes de fichar en 1988 por Los Angeles Clippers, con los que disputó 10 partidos en los que promedió 2,3 puntos y 1,3 rebotes.
Tras acabar contrato, jugó en los Albany Patroons de la CBA, hasta que en 1989 firmó por diez días con los Miami Heat, que acabaron por renovarle hasta el final de la temporada. A pesar de ello sólo jugó siete partidos, en los que promedió 1,6 puntos y 1,6 rebotes.
Al año siguiente se marchó a jugar al Oximesa Granada de la liga ACB, donde jugó una temporada en la que promedió 16,1 puntos y 6,7 rebotes por partido. Regresó a su país al año siguiente, para fichar los Boston Celtics por una temporada, pero únicamente llegó a jugar 19 partidos, en los que promedió 1,8 puntos. Regresó a la CBA, y tras un paso fallido por los Atlanta Hawks, fichó por 10 días con los Milwaukee Bucks, donde jugaría sus últimos cinco partidos como profesional.

## Estadísticas de su carrera en la NBA

### Temporada regular
| Año     | Equipo      | PJ | PT | MPP | %TC  | %3P  | %TL  | RPP | APP | ROB | TPP | PPP |
| ------- | ----------- | -- | -- | --- | ---- | ---- | ---- | --- | --- | --- | --- | --- |
| 1988–89 | Los Angeles | 10 | 0  | 6.8 | .440 | .000 | .500 | 1.6 | 0.6 | 0.1 | 0.2 | 2.3 |
| 1988–89 | Miami       | 7  | 0  | 5.4 | .333 | .000 | .500 | 1.6 | 0.3 | 0.0 | 0.1 | 1.6 |
| 1990–91 | Boston      | 19 | 0  | 3.4 | .406 | .000 | .900 | 0.7 | 0.1 | 0.1 | 0.1 | 1.8 |
| 1991–92 | Milwaukee   | 5  | 0  | 5.2 | .429 | .000 | .500 | 1.0 | 0.6 | 0.4 | 0.2 | 1.4 |
| Total   | Total       | 41 | 0  | 4.8 | .405 | .000 | .750 | 1.1 | 0.3 | 0.1 | 0.1 | 1.9 |